# Podglebie (grzyby)

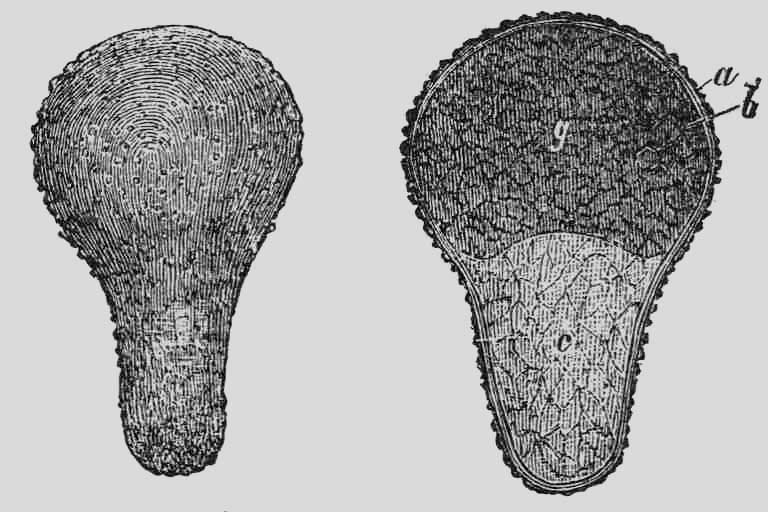
Owocnik purchawki: a) ektoperydium, b) endoperydium, c) podglebie, g) gleba

Podglebie (łac. subgleba) – płonna część w zamkniętych owocnikach grzybów (tzw. owocnikach angiokarpicznych).
Podglebie występuje w owocnikach niektórych tylko gatunków grzybów angiokarpicznych, np. u purchawki (Lycoperdon). Może być ścisłe i zwarte, albo gąbczaste lub komorowate. Zajmuje dolną część owocnika, górną zajmuje gleba. Część owocnika, w której występuje podglebie często jest węższa, tak, że tworzy się z niej nibytrzon. Czasami gleba i podglebie oddzielone są od siebie zbitą warstwą strzępek tworzących diafragmę (diaphragma).
Występowanie podglebia i jego morfologia mają znaczenie przy oznaczaniu gatunków niektórych grzybów angiokarpicznych, dawniej zaliczanych do grupy wnętrzniaków.